# Marc Athanase Parfait Œillet Des Murs
Marc Athanase Parfait Oeillet Des Murs (1804 – 1894) è stato un ornitologo francese.
Egli è conosciuto per aver segnalato diversi uccelli nel corso di parecchie spedizioni francesi, come quella della frégate La Vénus (la fregata La Vènus), girando il mondo dal 1836 al 1839. 
Si occupò anche, assieme a Frédéric de Lafresnaye, della descrizione di oltre duemila uccelli riportati da Francis de Laporte de Castelnau dai suoi viaggi nel Sud America; 
Si occupò, infine, della parte ornitologica della Storia fisica e politica del Cile a partire dai campioni raccolti dal naturalista francese Claudio Gay.
Il suo lavoro non fu molto accurato: infatti, specie diverse compaiono descritte con lo stesso nome e, al contrario, la stessa specie è descritta più volte con nomi differenti.
Nel 1849 pubblicò Iconographie Ornithologique.
Nel 1860 pubblicò anche il Traité général d'oologie ornithologique au point de vue de la classification, il primo tentativo di classificazione ornitologica secondo le uova. Questo esperimento fu criticato dalla rivista Ibis.